# Sternchen (Radio)

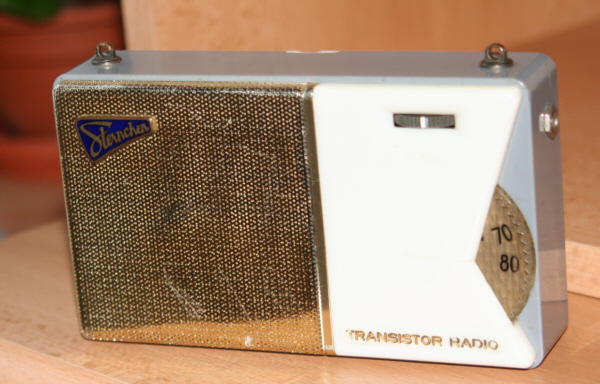
Taschenradio „Sternchen“. Sonneberg, DDR 1960

Das Transistorradio Sternchen war das erste in der DDR hergestellte Rundfunkgerät, dessen Funktion vollständig auf der damals neuartigen Transistor-Technik beruhte. Es wurde vom VEB Sternradio Sonneberg nach circa einjähriger Entwicklungsdauer 1959 auf den Markt gebracht. Der Handelsname lautete in der Langfassung „Transistor-Taschenempfänger Sternchen“. Das Gerät ermöglichte den Radioempfang auf Mittelwelle im Frequenzbereich von 510 bis 1620 kHz. Mit seinen technischen Leistungsmerkmalen und den Außenmaßen von 3,5 cm × 9,0 cm × 14,5 cm war es ein Miniaturgerät, das Anfang der 1960er Jahre auch international konkurrenzfähig war. Die „Sternchen“-Empfänger wurden in Sonneberg und ab 1961 auch in Berlin hergestellt. Sie fanden von Anfang an reißenden Absatz bei den Jugendlichen in der DDR. Die Nachfrage ließ erst ab Mitte der 1960er Jahre allmählich nach, als modernere UKW-Empfänger ins Blickfeld gerieten. Heute sind die Geräte als Sammlerstücke sehr begehrt. 
Das Sternchen ist ein Superhetempfänger mit einer Ferritantenne und mit einer trafogekoppelten Gegentaktendstufe. Es arbeitet mit einer Betriebsspannung von 9 Volt, die von einer – damals relativ neuen – 9-Volt-Blockbatterie geliefert wird. Es hat einen Klinkenstecker für einen Ohrhörer, der speziell für dieses Gerät entwickelt wurde. Die Batterien waren relativ teuer und die Betriebsdauer relativ gering, so dass es verschiedene Bastellösungen gab, zum Beispiel mit zwei in Reihe geschalteten 4,5-Volt-Flachbatterien. Die Bauteile für das Sternchen gab es in der Mitte der 1960er Jahre auch einzeln zu kaufen und sie waren begehrte Bastelobjekte.